# Backlanding Creek
Backlanding Creek är ett vattendrag i Belize. Det ligger i distriktet Orange Walk, i den norra delen av landet, 70 kilometer norr om huvudstaden Belmopan.